# Arbeitszeitverordnungen
Arbeitszeitverordnungen regeln in der Bundesrepublik Deutschland die wöchentliche Arbeitszeit der Beamten und Soldaten. Es handelt sich hier, wie beim sonstigen Beamtenrecht, nicht um gegenseitige Vereinbarungen (Tarifvertrag, Arbeitsvertrag), sondern um einseitige Vorgaben des Bundes (für Bundesbeamte) und der einzelnen Bundesländer (für Landes- und Kommunalbeamte). Neben den Arbeitszeitverordnungen für Beamte in einer Laufbahn des nichttechnischen Verwaltungsdienstes gibt es für Beamte der Feuerwehr und im Polizeivollzugsdienst, teilweise eigene Arbeitszeitverordnungen. Für Richter und Staatsanwälte gelten die Arbeitszeitverordnungen nicht, diese haben keine festen Arbeitszeiten, sondern Pensen (Fallzahlen, die zu bewältigen sind). Professoren haben ebenfalls keine festen Arbeitszeiten.

## Verlängerungsbestrebungen
In den letzten Jahren wurde die Arbeitszeit, die jedenfalls in den alten Bundesländern seit langer Zeit analog zur Arbeitszeit der Arbeitnehmer im öffentlichen Dienst bei 38,5 Stunden pro Woche lag (neue Bundesländer 40 Wochenstunden; Bund 40 Wochenstunden), deutlich angehoben (ohne Lohnausgleich, in Bayern, Hessen und Nordrhein-Westfalen sogar Lohnkürzung, da Wegfall des Urlaubsgeldes und Kürzung des „Weihnachtsgeldes“) (siehe nachfolgende Tabelle). Darüber hinaus wurde auch der Arbeitszeitverkürzungstag (AZV-Tag, auch ZFT genannt) gestrichen.

## Übersicht
Die Arbeitszeit der Beamten beträgt nach den jeweiligen Arbeitszeitverordnungen (in Klammern jeweils der Beginn der aktuellen Regelung; Länder inkl. Kommunalbeamte):
- Bund: grundsätzlich 41 Wochenstunden, außer bei Schwerbehinderten und denjenigen, die für Kinder unter 12 Jahren Kindergeld erhalten, diese können eine Reduzierung auf 40 Stunden beantragen (gültig seit 1. März 2006); auch Beamte mit pflegebedürftigen Angehörigen können eine Reduzierung der wöchentlichen Arbeitszeit auf 40 Stunden beantragen.
- Baden-Württemberg: 41 Wochenstunden (seit 1. September 2003)
- Bayern: 40 Wochenstunden (vom 1. September 2004 bis 31. Juli 2012: 42 Wochenstunden, ab Beginn des 51. bis zur Vollendung des 60. Lebensjahres 41 Stunden, ab Beginn des 61. Lebensjahres 40 Stunden; in einer Übergangszeit ist jedoch die Rückkehr zu 40 Wochenstunden im Wege einer Stufenlösung auch für unter 50-Jährige beschlossen: Die Wochenarbeitszeit wird zum 1. August 2012 und zum 1. August 2013 um jeweils eine Stunde verkürzt; ab Vollendung des 50. Lebensjahres beträgt diese bereits seit 1. August 2012 40 Wochenstunden.)[3]
- Berlin: 40 Wochenstunden (seit 1. August 2003)
- Brandenburg: 40 Wochenstunden (seit 1990)
- Bremen: 40 Wochenstunden (seit 1. Juni 1997)
- Hamburg: 40 Wochenstunden (seit 1. August 2002)
- Hessen: 42 Wochenstunden, dabei wird in der Regel eine Stunde pro Woche seit 2007 auf ein Lebensarbeitszeitkonto (Möglichkeit früher in Pension gehen zu können) gutgeschrieben; ab Beginn des 51. bis zur Vollendung des 60. Lebensjahres 41 Stunden; ab Beginn des 61. Lebensjahres und bei Schwerbehinderung 40 Stunden (seit 1. Januar 2004)
- Mecklenburg-Vorpommern: 40 Wochenstunden (seit 1990)
- Niedersachsen: 40 Wochenstunden (seit 1. April 1996)
- Nordrhein-Westfalen: 41 Wochenstunden; ab Vollendung des 55. Lebensjahres: 40 Stunden; bei Schwerbehinderung mit GdB von 50 bis unter 80: 39 Stunden und 50 Minuten; ab Vollendung des 60. Lebensjahres sowie bei Schwerbehinderung mit GdB von mindestens 80: 39 Stunden (seit 29. August 2009)
- Rheinland-Pfalz: 40 Wochenstunden (seit 1. Januar 1997)
- Saarland: 40 Wochenstunden (seit 1. Januar 2001)
- Sachsen: 40 Wochenstunden (seit 1990)
- Sachsen-Anhalt: 40 Wochenstunden (seit 1990)
- Schleswig-Holstein: 41 Wochenstunden, bei Schwerbehinderten 40 Stunden (seit 1. August 2006)
- Thüringen: 40 Wochenstunden (seit 1. August 2005)

## Soldaten
Seit dem 1. Januar 2016 regelt die Soldatenarbeitszeitverordnung die regelmäßige wöchentliche Arbeitszeit für Soldaten der Bundeswehr im „Grundbetrieb“.

### Allgemeines
- Tabellarische Übersicht der Arbeitszeiten der Beamten und Arbeitnehmer im öff. Dienst der Länder und Kommunen

### Verordnungen

#### Bundesrecht
- Text der Arbeitszeitverordnung
- Text der Soldatenarbeitszeitverordnung
- Text der Binnenschifffahrts-Arbeitszeitverordnung
- Text der Post-Arbeitszeitverordnung
- Text der Offshore-Arbeitszeitverordnung
- Text der Postbankarbeitszeitverordnung
- Text der Eisenbahnarbeitszeitverordnung
- Text der See-Arbeitszeitverordnung
- Text der Telekom-Arbeitszeitverordnung

#### Landesrecht
- Arbeitszeit- und Urlaubsverordnung – AzUVO Baden-Württemberg, Stand 2019
- Arbeitszeitverordnung – AzV Bayern, Stand 2014
- Arbeitszeitverordnung – AZVO Berlin, Stand 2014
- Arbeitszeitverordnung Brandenburg (Memento vom 22. September 2010 im Internet Archive)
- Arbeitszeitverordnung Hamburg
- Hessische Arbeitszeitverordnung – HAZVO, Stand 2015
- Arbeitszeitverordnung Mecklenburg-Vorpommern
- Arbeitszeitverordnung Niedersachsen
- Arbeitszeitverordnung Beamte NRW, Stand 2012
  - Arbeitszeitverordnung Polizeibeamte NRW (AZVOPol)
  - Arbeitszeitverordnung Feuerwehrbeamte NRW (AZVOFeu)
- Arbeitszeitverordnung Rheinland-Pfalz
- Arbeitszeitverordnung AZVO Saarland, Stand 2015
- Arbeitszeitverordnung – SächsAZVO Sachsen, Stand 2009
- Arbeitszeitverordnung – ArbZVO Sachsen-Anhalt, Stand 2014
- Arbeitszeitverordnung – SH AZVO Schleswig-Holstein, Stand 2016
- Arbeitszeitverordnung – ThürAzVO Thüringen, Stand 2015